# George M. White
George M. White (1 de noviembre de 1920 - 17 de junio de 2011) fue un arquitecto americano que trabajó como Arquitecto del Capitolio desde el 27 de enero de 1971 hasta el 21 de noviembre de 1995. 

## Biografía
Nació en Cleveland, Ohio, y asistió al Instituto Tecnológico de Massachusetts a los dieciséis años. Se graduó con un B.S. y un M.S en ingeniería eléctrica en 1941. Supervisó la construcción de la Biblioteca del Congreso.